# Joan Sariols Porta
Joan Sariols Porta (Reus, 1820-Barcelona, 1886) fue un compositor de zarzuelas español. 

## Biografía
Nacido el 24 de mayo de 1820 en Reus, a los ocho años empezó a estudiar solfeo y a los nueve entró de cantor a la catedral de Lérida bajo la dirección del maestro Magí Germà i Subirà. El 1841 se trasladó a Barcelona, donde siguió sus estudios musicales. A pesar de distinguirse como organista y pianista, su principal fama la logró como autor de zarzuelas en catalán. Además de las zarzuelas enumeradas en la lista, también fueron muy celebradas en su época la sinfonía descriptiva Las dos lápidas para orquesta y banda (1862) escrita para la inauguración del Teatro del Liceo y que describía el incendio que lo había destruido el año anterior, y el corazón a voces solas El campanario de Reus, con letra de Antonio de Bofarull, que publicó el Álbum de Euterpe, portavoz de los Jardines de Euterpe de Reus. Nombrado maestro de capilla de la iglesia de Santa Maria de las Junqueras en Barcelona, escribió numerosas obras del género religioso (misas, lamentaciones, salvas...) destacando entre ellas un Stabat Mater y un Miserere, estrenado en Barcelona en 1848. También compuso la ópera en un acto Melusina, también estrenada en Barcelona en 1848 y las italianas Gonzalo y Gildippe ed Odoardo, que restaron inéditas. Falleció en octubre de 1886.

## Obra
- Melusina. Drama lírico en 1 acto. Libreto de Víctor Balaguer y Cereza. Estrenado en el Teatro Principal de Barcelona. 1848
- El postillón o el novio de su mujer. Zarzuela en 3 actos. Libreto de Gregorio Amado Larrosa. 1855, Zaragoza.
- El arriero. Libreto de Marçal Busquets y Torroja. 1863.
- L'esquella de la torratxa. Libreto de Frederic Soler. Estrenada en el teatro Odeón de Barcelona el 11 de abril de 1864.
- El punt de les dones Libreto de Frederic Soler y Hubert. Estrenada en el Teatro del Odeón de Barcelona el 22 de diciembre de 1864.
- El rovell de l'ou o el Pla de la Boqueria. Libreto de Frederic Soler y de José Feliu y Codina. Estrenado en el Teatro Romea de Barcelona el 20 de abril de 1869.
- El molino del diablo.